# Rhipsalis baccifera subsp. erythrocarpa
A Rhipsalis baccifera subsp. erythrocarpa egy hiányosan ismert epifita kaktusz, mely kizárólag az Óvilágban fordul elő. Az alapfajtól legkönnyebben vörös, majd kifakuló termésével különíthető el. Kromoszómaszáma 2n=44.

## Elterjedése
Kelet-Afrika hegyvidékei, Tanzánia, Kilimandzsáró.